# 샤푸라간
《샤푸라간》(페르시아어: شاپورگان Shāpuragān) 또는 《샤부라간》(영어: Shabuhragan)은 마니교의 창시자인 마니(216?~276?)가 저술한 마니교의 경전이다. 이 책은 중세 페르시아어로 저술된 것으로 마니는 이 책을 당시의 사산조 페르시아 제국의 왕이었던 샤푸르 1세(재위 241~272)에게 헌정하였다. "샤푸라간"의 문자 그대의 뜻은 "샤푸르의 책"이다.
이 책은 마니가 자신이 창시한 새로운 종교의 개요를 샤푸르 1세에게 알려주기 위해 만든 것으로, 세력을 확장하고 있던 새로운 페르시아 제국의 주요한 세 종교였던 기독교 · 조로아스터교 · 불교의 요소를 통합하고 있다. 원본 중세 페르시아어 단편들이 투루판에서 발견되었다.
아부 라이한 알비루니(973~1048)는 다음과 같은 내용을 아랍어로 인용하였다:
영겁에서 영겁으로, 신의 사도들은 신의 지혜(Wisdom)를 이 세상으로 가져오고 신이 명한 일(Works)을 이 세상에서 행하는 것을 멈추지 않았다. 그리하여 한 시대에는 붓다라는 사도를 통해 인도 땅에 신의 지혜가 전해지고 신의 일이 행해졌다. 또 다른 시대에서는 자라투스트라를 통해 페르시아 땅으로 신의 지혜가 전해지고 신의 일이 행해졌다. 또 다른 시대에서는 예수를 통해 서방의 땅으로 신의 지혜가 전해지고 신의 일이 행해졌다. 이 시대가 지난 후, 지금의 이 마지막 시대에, 이러한 계시와 이러한 예언자적 직분이 참된 신의 사도인 나, 마니를 통하여 바벨(Babel: 바빌론을 가리키며, 당시에 바빌론은 페르시아 제국의 한 지방이었다)의 땅으로 내려왔다.

## 참고 문헌
- Manicheism: 《샤푸라간》의 영문 번역본을 이 사이트에서 다운로드 받을 수 있다.
- Middle Persian Sources: D. N. MacKenzie, 《Mani's Šābuhragān》, pt. 1 (text and translation), BSOAS 42/3, 1979, pp. 500-34, 보관됨 2012-03-22 - 웨이백 머신 pt. 2 (glossary and plates), BSOAS 43/2, 1980, pp. 288-310  보관됨 2012-03-24 - 웨이백 머신.